# Charles W. Harrison
Charles William Harrison auch Charles W. Harrison oder Charles Harrison (* 11. September 1878 in Jersey City, New Jersey; † 2. Februar 1965 in New Providence, ebenda), war ein US-amerikanischer Tenor, der für die zur damaligen Zeit bekanntesten Unternehmen der akustischen  Periode Tonaufnahmen anfertigte und hierdurch aufgrund seiner solistischen Darbietungen sowie der Zugehörigkeit zu beliebten Quartetten nicht unerhebliche musikalische Erfolge auf sich vereinen konnte.

## Biographie

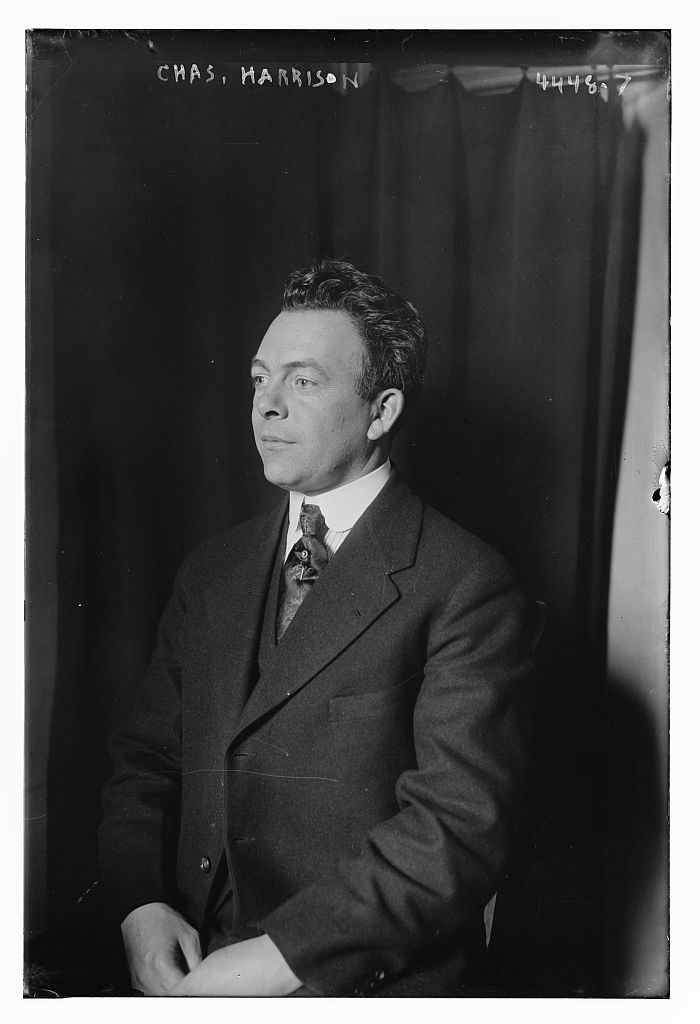
Charles W. Harrison – Aufnahme aus dem Jahre 1918.

Charles William Harrison wurde am 11. September 1878 in Jersey City, New Jersey geboren. Bereits in frühester Jugend zeigte sich sein musikalisches Talent aufgrund dessen er, beginnend im Alter von siebzehn Jahren, eine gesangliche Ausbildung erhielt. Hierin involviert war Leo Kofler, einem aus Österreich immigrierten Musiker und Musikkritiker, der nunmehr in seiner neuen Heimat New York Gesangsunterricht erteilte.
Seinem scheinbar vorherbestimmten Leben als Büroangestellter und Amateursänger in einem Quartett oder dem eines Freizeittenors für kirchliche Darbietungen, denen er noch bis in das Jahr 1920 seine Stimme lieh, entkommend, veröffentlichte Harrison seine erste Aufnahme, Cuius animam, eine Arie aus der geistlichen Komposition Stabat Mater von Gioachino Rossini im Mai des Jahres 1911 für Columbia. Jenem Unternehmen dem sich Harrison im Laufe seiner Karriere am verbundensten zeigte, ermöglichte es ihm doch den Einstieg in die Musikbranche. Das nachfolgende Schaffen für die restlichen Monate des Jahres umfasste überwiegend solistische Aufnahmen. Hierunter fielen, „dabei gute Verkaufszahlen als neuer Tenor erreichend“, unter anderem None So Rare, I Hear You Calling Me, There is a Flower that Bloometh sowie In Her Simplicity, gefolgt von The Girl of my Dreams sowie Wallflower Sweet gemeinsam im Duett mit Grace Kerns.
Im darauffolgenden Jahr 1912 fanden, neben den immer beliebter werdenden Einzeldarbietungen Harrisons, auch wieder Duette ihren Weg in die Verkaufsgeschäfte für Schellackplatten, wie beispielsweise Awaking Love und Little Boy Blue gemeinsam mit seiner späteren Frau Beulah Gaylord Young. Einmalig unter der Bezeichnung Aeroplane Duett. Hinzu kamen erstmals die Veröffentlichungen der Aufzeichnungen Take Me Back to the Garden of Love und Around the World, in Verbindung mit dem Columbia Quartett. Des Weiteren nahm die Thomas A. Edison, Inc., mit deren Gründer Thomas Alva Edison Harrison später in Disput geriet, den bereits unter Columbia veröffentlichten Titel Cuius animam in ihren Musikkatalog für Amberol Concert Records auf. Gefolgt von dem neu eingespielten Stück Never the Maiden Dreamed und den Duetten Absent sowie A Night in Venice in Union mit der Sopranistin Elizabeth Spencer, seiner bevorzugten Gesangspartnerin. Letztendlich zum Abschluss des Jahres, in Ankündigung des baldigen Erscheinens für den Dezember, For This sowie When I Waltz With You. Ebenso beteiligte sich Harrison an Edisons experimentellenTonaufnahmen für Filme.
Seinen ersten Beitrag zum Musikkatalog der Victor Talking Machine Company mit When I Met You Last Night in Dreamland vereint auf einer doppelseitigen Ten Inch Schellackplatte mit Harry Macdonoughs Darbietungen When Irish Eyes are Smiling, from The Isle of Dreams leistete Harrison am Anfang des Jahres 1913. Gegen Ende desselben Jahres, seiner Vorliebe für Quartette treu bleibend, gründete Harrison gemeinsam John Barnes Wells (Tenor), Andrea Sarto (Bariton) und Frank Croxton (Bass), dem er die Förderung seines Talents zuschrieb und sich daher in langer Freundschaft mit ihm verbunden sah, das Columbia Stellar Quartett, dessen ersten Aufnahmen Sally In Qur Alley und The Girl I Left Behind Me im Januar des Jahres 1914 erscheinen sollten, nach vorauseilender Ankündigung durch Columbia in der Dezemberausgabe in der Talking Machine World von 1913.
Im weitern Verlauf seiner musikalischen Karriere war Harrison, neben den bekanntesten Firmen der Sprechmaschinenindustrie, wie Victor, Columbia und Edison, auch für kleinere Unternehmen gesanglich tätig. So beispielsweise im Jahre 1916 für Operaphone Records deren Musikkatalog er mit der Aufnahme Beauty’s Eyes erweiterte, gleich dem der Majestic Record Corporation mit dem Titel A Dream. Hinzu kam die Pathé Frères Phonograph Co., einem Ableger der französischen Muttergesellschaft Pathé, wo Harrison in einem weiteren Duett mit Beulah Gaylord Young das Stück Georga Moon zum Besten gab.
Harrison verstarb am 2. Februar 1965. Die Beisetzung erfolgte auf dem Friedhof der United Methodist Church in New Providence. Seine Frau Beulah Gaylord Young, die er 1925 ehelichte, fand eine neue Bleibe bei einem Sohn aus einer früheren Ehe in Silver Spring, Maryland.

### Quartette
Alles in allem konnte Harrison auf unzähligen Aufnahmen verschiedenster Musikunternehmen vernommen werden, nicht nur als Solist, sondern darüber hinaus auch als wesentlicher Bestandteil von Quartetten. So beteiligte er sich erstmals gesanglich an dem Columbia Quartett sowie dem Columbia Mixed Quartett, bestehend aus der Sopranistin Grace Kerns, der Altistin Mildred Potter und dem Bass Frank Croxton. Aufgrund des Erfolges beider Formationen gründete Harrison das Columbia Stellar Quartett und initiierte einige Jahre später die stilistisch ähnlich Wirkenden American Singers. Hinzu kamen kurze Gastbeiträge bei dem Shannon Quartet, auch Shannon Four genannt, aus denen wiederum die Revelers hervorgingen. Des Weiteren erfolgten diverse Veröffentlichungen gemeinschaftlich mit dem Fireside Quartett, welches durch Brunswick Records seine Veröffentlichung fand.

### Pseudonyme
Wie viele Musikschaffende jener Zeit anonymisierte Harrison seine Beteiligungen an Aufnahmen für kleinere Unternehmen der damaligen Musikbranche, die wiederum ihrerseits versuchten den patentrechtlichen Auflagen von Victor und Columbia durch die Nutzung von Pseudonymen zu entgehen. Des Weiteren war es ihnen so möglich ein ausgedehnteres Portfolio an Darbietungen präsentieren zu können und hierdurch eine in Wirklichkeit nicht existierende Exklusivität vorzutäuschen. Infolgedessen ist Harrison auch als Herbert Black, Billy Burton, Harry Curtis, Charles Hilton, Kenneth Miller, Harry A. Moore, Sullivan Walter und Hugh Donovan auf Veröffentlichungen zu vernehmen.

## Tondokumente
Die nachfolgenden Tondokumente beinhalten die unter dem Abschnitt Biographie aufgelisteten Aufnahmen. Insofern diese in der Discography of American Historical Recordings, der National Jukebox des Library of Congress und im Cylinder Audio Archive der University of California, Santa Barbara enthalten sind erfolgt eine Verlinkung zu jenen Institutionen.
- Cuius animam  – (Columbia, A5275)
- None So Rare  / I Hear You Calling Me – (Columbia, A5303)
- There is a Flower that Bloometh / In Her Simplicity – (Columbia, A5313)
- The Girl of my Dreams / Wallflower Sweet – (Columbia, A5329)
- Awaking Love / Little Boy Blue – (Columbia, A1135)
- Take Me Back to the Garden of Love / Around the World – (Columbia, A1141)
- Cuius animam – (Edison, 1003)
- Never the Maiden Dreamed. Mignon  – (Edison, 1033)
- Absent – (Edison, 1045)
- A Night in Venice – (Edison, 1079)
- For This – (Edison, 1546)
- When I Waltz With You – (Edison, 1556)
- When I Met You Last Night in Dreamland – (Victor, 17317)
- Sally In Qur Alley / The Girl I Left Behind Me – (Columbia, A1440)
- Beauty’s Eyes – (Operaphone, 1003)
- A Dream – (Majestic, 101)
- Georga Moon  – (Pathé, 30427)